# Адам Богдан
Адам Богдан (мађ. Bogdán Ádám; Будимпешта, 27. септембар 1987) је мађарски професионални фудбалер и репрезентативац Мађарске, који игра на позицији голмана.
Богдан је каријеру започео у Мађарској у Вашашу пре него што је провео време на позајмици у Вечешу. Године 2007. је прешао у енглески клуб Болтон Вондерерс, за који је одиграо 120 наступа у свим такмичењима, пре него што је прешао у Ливерпул 2015. Ретко је коришћен у Ливерпулу, као члан Ливерпула био је на позајмици у Виган Атлетику 2016. године, позајмица која је прекинута због повреде колена. После дужег периода опоравка од повреде, Богдан је у јулу 2018. позајмљен шкотском клубу Хибернијан. Ливерпул га је пустио у лето 2019., а потом је Богдан потписао за Хибернијаном.
За Мађарску репрезентацију  је дебитовао 2011. године. Богдан је од тада одиграо укупно 21 утакмицу и представљао је Мађарску у квалификационим утакмицама за Светско првенство 2014.

## Каријера

### Вашаш
Богдан је постао је регистровани фудбалер у УФК-у из II будимпештанског округа, али се придружио Вашашу као веома млад. Овде је потписао и свој први професионални уговор, али никада није добио шансу у клубу Анђалфелду међу првотимцима. Послат је у Вечеш на позајмицу, где је са 19 година играо на десетине мечева у НБ II.

### Болтон
Потписао је за Болтон вондерерс двогодишњи уговор, 1. августа 2007. године. Уговор му је продужен 2009. до јуна 2011. године.
У септембру 2009. године, Богдан се придружио тиму друге лиге Кру Александра на једномесечну позајмицу. Дебитовао је 29. септембра 2009. у поразу код куће од Берија резултатом 3 : 2, током којег је направио грешку која је Александру коштала бода.
Дебитовао је у Болтону у победи над Саутемптоном 1 : 0 у Лига купу 24. августа 2010. године. Богдан је 29. августа 2010. дебитовао у Премијер лиги када је заменио Јусија Јаскелајнена, који је искључен због насилног понашања, у 37. минути утакмице на домаћем терену против Бирмингем Ситија. Први пут је стартовао у Премијер лиги на гостовању код Арсенала 11. септембра. Након повратка Јаскелајнена, Богдан се вратио на клупу, али је менаџер Овен Којл дао Богдану стартну позицију и у Лига купу и у ФА купу. 31. марта 2011. потписао је продужење постојећег уговора, чиме би остао у клубу до 2014. године.
Сезона 2011/12 дала је Богдану више времена за игру након што је Јаскелајнен доживео повреду током међународне паузе, али је у својој првој лигашкој утакмици, 2. октобра, примио пет голова против Челсија, а Јаскелајнен се вратио у следећу лигашку утакмицу. Три месеца касније, 4. јануара, након што је Јаскелајнен задобио још једну повреду, Богдан се вратио на утакмицу у Евертону где га је савладао голман Евертона Тим Хауард из свог шеснаестерца, уз помоћ ветра од 102 јарде, и утакмица се завршила резултатом 2 : 1. Дана 14. јануара 2012, Богдан је одбранио једанаестерац Вејна Рунија, иако је Болтон изгубио 3 : 0 од Манчестер јунајтеда.
Играо је добро током одсуства Јаскелајнена, а када се Финац опоравио од повреде, Богдан је задржао своје место за домаћу утакмицу против Арсенала 1. фебруара, у којој је задржао чист гол у ремију без голова. Упркос Јаскелајненовом повратку у пуну кондицију, Богдан је остао први избор голмана. 11. марта 2012, после победе Болтона над КПР-ом, и 1. априла 2012, после победе Болтона над Вулверхемптон Вондерерсом од 3:2, Гарт Крукс је изабрао Богдана за „тим недеље“ . Дана 14. маја 2012, Болтон Вондерерс је одржао годишњу вечеру на крају сезоне, са Богданом који је добио главно признање пошто је проглашен за клупског играча године, а то је дошло од гласова од стране навијача. Богдан је признао да је осетио помешане емоције након што је добио награду због ремија против Стоук Ситија који је резултирао Болтоновим испадањем из Премијер лиге.
Богдан је 29. новембра 2012. потписао продужетак уговора, чиме је продужио уговор до лета 2015. године. Током сезоне 2014/15, Богдан је имао само 10 наступа за Болтон, након што га је Енди Лонерган сменио са места првог голмана тима.

### Ливерпул
Дана 12. јуна 2015, потврђено је да ће се Богдан придружити Ливерпулу уз бесплатан трансфер 1. јула, када му је истекао уговор. Дебитовао је 23. септембра, у утакмици трећег кола Лига купа против Карлајл јунајтеда на Енфилду, и одбранио три пенала у распуцавању, што је омогућило његовој екипи да победи у распуцавању резултатом 3 : 2. Дана 20. децембра је дебитовао у Премијер лиги за Редсе у поразу од Вотфорда резултатом 3 : 0 на Викариџу Роуду, већ у трећем минуту игре после ударца са угла испустио је лопту и тиме омогућио противничком играчу Натану Акеу да постигне гол. Богдан је такође играо у много промењеној екипи Ливерпула на гостовању Ексетер Ситију 8. јануара 2016. у трећем колу ФА купа, примивши гол директно са ударца из угла Лија Холмса при нерешеном резултату 2 : 2.
На последњем мечу у сезони Премијер лиге 2015/16, Богдан је изабран у стартну поставу против Вест Брома након дугог одсуства из првог тима. Вест Бром је отворио гол преко Саломона Рондона у 13. минуту, пре него што је Џордон Ибе изједначио у 23. минуту – меч је завршен нерешеним резултатом 1 : 1.
Дана 20. јула 2016, Богдан се придружио Виган Атлетику на позајмици за сезону 2016/17. Богдан је одиграо 17 утакмица за Виган, задржавши пет чистих голова. У својој последњој утакмици, нерешеном резултату 0 : 0 против Барнслија 19. новембра, Богдан је претрпео сузу у предњем укрштеном лигаменту и замењен је у 59. минуту. Богдан се потом вратио у свој матични клуб Ливерпул на рехабилитацију.
Дана 2. јула 2018. године, Богдан је прешао на сезонску позајмицу у шкотски Премиершип клуб Хибернијан. Богдан је редовно играо за Хибернијан током раног дела сезоне 2018/19, али је потом пропустио неколико утакмица због симптома потреса мозга.
Ливерпул га је пустио на крају сезоне 2018/19.

### Хибернијан
Богдан је у новембру 2019. потписао краткорочни уговор са Хибернијаном, где је био на позајмици претходне сезоне.  Његов уговор је продужен у јануару 2020. до краја сезоне 2019/20, пошто се очекивало да ће позајмица Криса Максвела бити скраћена. Богдан је био један од три играча првог тима које је Хибс пустио на крају сезоне 2019/20.

### Ференцварош
Дана 1. јула 2020. године, Богдан се вратио у Мађарску и потписао за актуелног шампиона Ференцвароша.
На дан 5. маја 2023. постао је шампион са Ференцварошем за сезону 2022/23, након што је Кечкемет изгубио 1 : 0 од Хонведа у Божик Арени у 30. колу мађарског првенства.

## Репрезентација
Богдан је добио први позив за Мађарску у октобру 2008. и био је неискоришћена замена у њиховој победи над Малтом од 1 : 0. У јуну 2011. одиграо је свој први пуни међународни наступ у победи од 1 : 0 против Луксембурга. Проглашен је за играча године у Мађарској за 2012. годину. 11. октобра 2013. био је на голу у рекордном поразу репрезентације, резултат је био катастрофалних 1 : 8 за Холандију у Амстердам арени у квалификацијама за Светско првенство 2014. На крају године проглашен је за најбољег играча године Мађарске, што је било другу годину заредом за, 2013. годину.
Дана 1. јуна 2021. године, Богдан је био укључен у коначну екипу од 26 играча који су представљали Мађарску на поново заказаном УЕФА Еуро 2020 турниру.

## Достигнућа
Вашаш
- Куп Мађарске у фудбалу
  -  финалиста (1): 2016

 Ливерпул
- Лига куп Енглеске у фудбалу
  - финалиста : 2015/16]][42]

 Ференцварош
- Прва лига Мађарске у фудбалу
  - шампион: 2020/21, 2021/22, 2022/23
- Куп Мађарске у фудбалу
  - победник: 2021/22

### Индивидуално
- Болтонов играч године: 2012[15]
- Играч године Мађарске: 2012,[36] 2013[39]

### Репрезентација
Ажурирано утакмице игране до 8. јуна 2021
| Репрезентација | Година | Ута | Гол |
| -------------- | ------ | --- | --- |
| Мађарска       | 2011.  | 4   | 0   |
| Мађарска       | 2012.  | 8   | 0   |
| Мађарска       | 2013.  | 6   | 0   |
| Мађарска       | 2014.  | 1   | 0   |
| Мађарска       | 2016.  | 1   | 0   |
| Мађарска       | 2021.  | 1   | 0   |
| Укупно         | Укупно | 21  | 0   |

## Извори и спољашње везе
- Адам Богдан на вебсајту Ferencvárosi TC
- Адам Богдан Архивирано на веб-сајту  (2. октобар 2020) профил на hungarianfootball.com
- Адам Богдан на веб-сајту  (језик: енглески)
- „Адам Богдан” (на језику: енглески). liverpoolfc.com. Архивирано из оригинала 2015-12-17. г. Приступљено 2017-06-26.
- Један дан у животу Адама Богдана - Cool Story Bro
- Bogdán Ádám на веб-сајту  (језик: енглески)
- „Адам Богдан” (на језику: енглески). worldfootball.net.
- „Адам Богдан” (на језику: енглески). national-football-teams.com.
- „Адам Богданlanguage=мађарски”. mlsz.hu.
- Адам Богдан (мађарски). foci-info.hu